# 細川俊之
細川俊之（1940年12月15日—2011年1月14日）是福岡縣北九州市出身的日本演員。山口縣立豐浦高等學校畢業，學習院大學政經学部肄業。曾與女演員小川真由美結婚，婚姻維持六年，1973年離婚，與元寶塚出身的女演員藤本典江再婚。
他的的說話方式很獨特，而且以美聲為特徵，因此有很多影迷深受吸引。他也曾经是大阪藝術大學藝術學部舞台藝術學科的教授。

## 作品

### 電視劇
- 1974年　日本沈没
- 1979年　熱中時代　刑事編
- 1980年　獅子的時代
- 1994年　無家可歸的小孩
- 1995年　八代將軍吉宗（徳川家宣）
- 1995年　Change！
- 1995年    金田一少年事件簿SP：学园七不可思议杀人事件
- 1997年　毛利元就（大內義興）
- 2000年  編集王、葵德川三代（大谷吉繼）
- 2001年  荒太的狗日記、離天國最近的男人2、Love Story、老闆靠邊站
- 2002年  真夜中的另一面、秀逗小護士4
- 2004年　相棒
- 2004年　新・京都迷宮案內
- 2005年　87％、富豪刑事

### 電影
- 1959年　『男性飼育法』
- 1967年　『座頭市越獄』
- 1967年　『淚川』
- 1967年　『炎與女』
- 1970年　『座頭市與用心棒』
- 1971年　『嫉妬』
- 1973年　『宮本武藏』
- 1977年　『戀人岬』
- 1979年　『之後沒有仁義的戰逗』
- 1980年　『明日之丈』（力石徹的聲音）
- 1983年　『細雪』
- 1990年　『少年時代』
- 1993年　『夜逃屋本舖２』
- 1997年　『心情直播不NG』